# Pitstop II
 (octobre 2014).
Si vous disposez d'ouvrages ou d'articles de référence ou si vous connaissez des sites web de qualité traitant du thème abordé ici, merci de compléter l'article en donnant les références utiles à sa vérifiabilité et en les liant à la section « Notes et références ».
Pitstop II est un jeu vidéo d'arcade de type course de voiture pouvant se jouer à un ou deux joueurs en écran splitté. Il a été édité par Epyx et est sorti en 1984. Il comporte une composante simulation avec le ravitaillement et l'usure des pneus qui peut obliger le joueur ayant trop forcé dans les virages à devoir « lever le pied » pour ne pas risquer la crevaison synonyme d'abandon et de chute au classement général.
Pitstop II est le premier jeu de course en 3D à proposer un mode de jeu à deux joueurs en écran splitté.